# Crwth

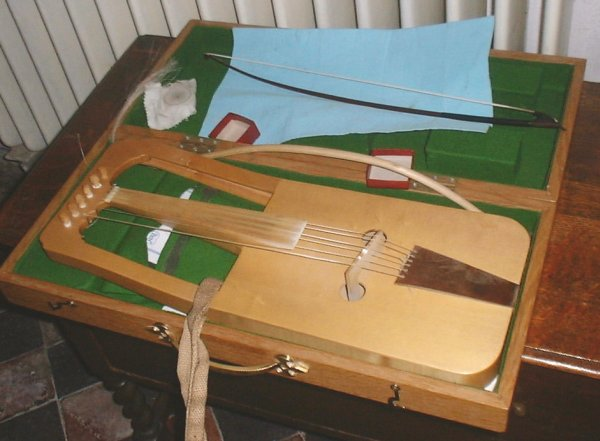
Kopia av ett Crwth-instrument från 1700-talet

Crwth (kymriskt uttal: /króþ/, w:et står för två u:n: "cruuth"), även crowd (/krå͡óđ/) och crotta, är ett walesiskt lyrliknande stråkinstrument med gamla anor i Wales, ursprungligen ett knäppinstrument.

## Etymologi
Namnet är besläktat med iriska: cruit (”handharpa”), crott (”harpa”) och kan härröra en urkeltisk rot med betydelsen ”rund” eller ”livmoder”, såsom bretonska: kourzh (”snippa”) och korniska: crothak (”buk, livmoder”), som då kan påvisa en ursprunglig bågliknande konstruktion eller kanske ett hänvisande på den utmärkande greppbrädan i ramen (som ett foster i en livmoder).
Namnet kan möjligen även vara en förvrängning av latin: cithara (se ursprung) och är då besläktat med gitarr och sitar.
Besläktade namn för liknande instrument är iriska: chrotta, engelska: chrotta, hrotta, rotta, rota, rote, tyska: Rotte, spanska: rota.

## Ursprung
Instrumentet är en regional variant till en germansk instrumentfamilj av lyror och harpor från forntiden, troligen härlett ur det grekiska instrumentet kithara (klassisk grekiska: κιθάρα), latiniserat som cithara (även belagt som cythara), förd till de germanska stammarna genom romarrikets expandering under romersk järnålder och kanske senare förstärkt genom vikingarutterna till Östrom. Instrumenttypen härrör ursprungligen ur Asien.
Den analoga nordiska varianten är stråkharpan (även den ursprungligen ett knäppinstrument).